# Лазаревски, Владе
Владе Лазаревски(й) (макед. Владе Лазаревски; 9 июня 1983, Битола, СФРЮ) — северомакедонский футболист, защитник клуба «Темник». Выступал в сборной Республики Македонии.

## Биография

### Клубная карьера
Первым клубом был македонский «Куманово». Позже выступал за «Напредак» (Крушевац). С 2005 года по 2008 года выступал за польскую «Дискоболию». Вместе с клубом стал обладателем Кубка Польши и Кубка польской Лиги. Признан лучшим легионером чемпионата Польши сезона 2006/07.
В феврале 2008 года перешёл на правах аренды в харьковский «Металлист». Хотя мог оказаться в киевском «Динамо», берлинской «Герте» и английском «Дерби Каунти». В августе 2008 года перешёл в варшавскую «Полонию».
В августе 2009 года перешёл во львовские «Карпаты», подписал 2-летний договор. В команде дебютировал 30 августа 2009 года в матче против киевской «Оболони» (5:0). 27 января 2010 года перешёл в хорватскую «Риеку». Летом 2010 года Лазаревски подписал контракт с астанинским «Локомотивом».

### Карьера в сборной
Выступал за молодёжную сборную Республики Македонии, дебютировал в матче против Армении (4:0). Также был капитаном молодёжки. С 2005 года выступает за сборную Республики Македонии, провёл 33 матча.

## Достижения
- Кубок Польши: 2006/07
- Кубок польской Лиги: 2006/07, 2007/08
- Бронзовый призёр чемпионата Польши: 2007/08
- Лучший легионер чемпионата Польши: 2006/07
- Бронзовый призёр чемпионата Украины: 2007/08
- Обладатель Кубка Казахстана: 2010

## Личная жизнь
Лазаревски имеет два паспорта северомакедонский и сербский. Из-за того что его мать сербка, а его отец македонец. Он сначала играл на родине отца, а позже на родине матери.